# Taurhynchus vittatus
Taurhynchus vittatus là một loài ruồi trong họ Asilidae. Taurhynchus vittatus được Lynch & Arribálzaga miêu tả năm 1880. Loài này phân bố ở vùng Tân nhiệt đới.